# Rakuen
«Rakuen» (楽園 Paraíso?,  Rakuen) es el sencillo n.º 18 de la banda japonesa Do As Infinity, lanzado al mercado el día 15 de diciembre de 2004. 

## Detalles
Este fue el único sencillo lanzado por Do As Infinity en el año 2004, el año en que la banda tuvo menos actividad en creación de nueva música. También es el primer sencillo de una canción que fue escrita por Ryo Owatari, guitarrista de la banda. La canción fue utilizada como parte de la banda sonora de la cuarta película de Inuyasha, que fue titulada Guren no Hōraijima (紅蓮の蓬莱島). En esta película Tomiko Van y Ryo también fueron invitados a participar como seiyūs.
El sencillo fue lanzado en formatos CD y CD+DVD. La versión del CD fue lanzada en una versión económica de sólo 500 yens, ya que sólo incluyó a "Rakuen" en su versión original e instrumental. El CD+DVD incluyó las mismas pistas, aparte del video musical del tema en el material audiovisual.
Este sencillo es que él ha llegado más alto en las listas de Oricon de la banda, al debutar en el puesto n.º 2. Por poco alcanza el primer lugar de las listas, pero por Every Little Thing y su sencillo "Koibumi / good night" no lo consiguió -y esto hizo un poco más fuerte el sentimiento de rivalidad que ambas bandas tuvieron desde sus inicios, por un tiempo-.

## Canciones

### CD
1. «Rakuen» (楽園?)
2. «Rakuen» (楽園?) (Instrumental)

### DVD
1. «Rakuen» (楽園?) (Music Clip)

- Datos: Q956613